# Achnopogon
Achnopogon – rodzaj roślin z rodziny astrowatych (Asteraceae). Obejmuje dwa gatunki krzewów występujących w Wenezueli i Gujanie.

## Systematyka
Pozycja według APweb (aktualizowany system APG IV z 2016)
Jeden z 10 rodzajów z podrodziny Stifftioideae w obrębie rodziny astrowatych (Asteraceae) z rzędu astrowców (Asterales) należącego do dwuliściennych właściwych.
Wykaz gatunków
- Achnopogon steyermarkii Aristeg.
- Achnopogon virgatus Maguire, Steyerm. & Wurdack